# Monochamus affinis
Monochamus affinis är en skalbaggsart som beskrevs av Stefan von Breuning 1938. Monochamus affinis ingår i släktet Monochamus och familjen långhorningar.
Artens utbredningsområde är Gabon. Inga underarter finns listade i Catalogue of Life.